# دانشکده پزشکی گیلان
دانشکده پزشکی دانشگاه علوم پزشکی گیلان یکی از دانشکده‌های پزشکی ایران وابسته به دانشگاه علوم پزشکی گیلان در رشت است. این دانشکده در سال ۱۳۶۳ بنیانگذاری شد و دارای ۸ بیمارستان آموزشی است.
این دانشکده، در حال حاضر به ریاست دکتر جلال خیرخواه دارای ۲۷۴ نفر عضو هیئت علمی، ۳۳ نفر استاد تمام، ۹۰ نفر دانشیار، ۱۴۶ نفر استادیار و ۵ نفر مربی می‌باشد. علاوه بر ۱۸۲۲ دانشجوی پزشکی عمومی، در گروه‌های تخصّصی داخلی، زنان، بیهوشی، اطفال، نورولوژی، اورولوژی، رادیولوژی، قلب، روانپزشکی، گوش و حلق و بینی، چشم، پوست، جراحی عمومی، جراحی مغز و اعصاب و فوق تخصص گوارش بالغین نیز، ۳۰۴ دستیار تخصصّی مشغول به تحصیل دارد.

## تاریخچه
این دانشکده در سال ۱۳۶۳ و به دنبال پیگیری جمعی از پزشکان استان گیلان، در محل دانشکدهٔ علوم دانشگاه گیلان تأسیس شد و با امکانات آن دانشکده، (با پذیرش ۳۷ دانشجوی پزشکی) فعالیت آموزشی خود را آغاز کرد. پس از آن و در راستای ادغام آموزش پزشکی و بهداری و تشکیل وزارت بهداشت، درمان و آموزش پزشکی (از سال ۱۳۶۵) به مدت ۹ سال، دانشکدهٔ پزشکی در مجاورت دانشکدهٔ پرستاری و مامایی (جهت تربیت پزشک عمومی) فعّالیت نمود. در سال ۱۳۷۴، دانشکدهٔ پزشکی به محلّ فعلی خود واقع در سایت مرکزی دانشگاه گیلان منتقل شد. این دانشکده، علاوه بر تربیت پزشک عمومی، از سال ۱۳۶۷ پذیرای رشتهٔ کاردانی علوم آزمایشگاهی و رادیولوژی است و ازسال ۱۳۶۹ نیز، با پذیرش دانشجو در رشته‌های تخصّصی پزشکی، فعّالیت خود را گسترش داد.

## کتابخانه و مرکز اسناد
کتابخانهٔ دانشکدهٔ پزشکی، هم‌زمان با تأسیس دانشکده در سال ۱۳۶۴ افتتاح شد و شروع به کار کرد. واحد کتابخانهٔ دانشکدهٔ پزشکی، در مساحتی نزدیک به ۶۸۶متر مربع در طبقهٔ دوم واقع شده‌است و در حال حاضر با مجموعه‌ای شامل ۷۸۱۰ عنوان کتاب فارسی و لاتین فعّالیت خود را در چارچوب اهداف و رسالت‌های کتابخانه‌های دانشگاهی دنبال می‌کند. کتابخانهٔ پزشکی، زیر مجموعهٔ معاونت پژوهشی دانشکدهٔ پزشکی است. سیستم طبقه‌بندی منابع کتابخانه، بر اساس نظام رده‌بندی جهانی NLM یا National library of medicine، نظم موضوعی یافته‌است. امانت منابع کتابخانه، با استفاده از سیستم نرم‌افزار پیام/ثنا انجام می‌گیرد.

### خدمات اینترنت و شبکه
واحد اطّلاع رسانی دانشکدهٔ پزشکی، در داخل فضای کتابخانه قرار دارد و مجهّز به سیستم online اتّصال به اینترنت است. این سیستم به صورت wireless در اواخر بهار سال ۱۳۸۲ راه‌اندازی شد و در حال حاضر با ۲۳ دستگاه کامپیوتر مشغول سرویس دهی می‌باشد. امکان چاپ مقالات و مطالب علمی نیز در این مرکز وجود دارد. در این مرکز، کار با اینترنت رایگان است.